# Аркас, Хулиан
Хулиан Аркас (исп. Julián Arcas), полное имя Хулио Габино Аркас Лакал (исп. Julio Gabino Arcas Lacal; Мария, Альмерия, 25 октября 1832 г. — Антекера, Малага, 16 февраля 1882 г.) — испанский классический гитарист и композитор, одна из важнейших фигур в Испанской гитарной музыке 19 века, известен как учитель Франсиско Тарреги.

## Биография
Аркас родился в городе Мария, Альмерия, и умер в г.Антекера, Малага. С 1860 по 1872 год он выступал по всей Европе. Молодой Франсиско Таррега слушал его в 1863 году в городе Кастельон-де-ла-Плана и сыграл для него после выступления по просьбе отца Тарреги. Затем Аркас пригласил Таррегу учиться у него в Барселоне. В период с 1864 по 1870 год Аркас выступал по всей Испании, в некоторых из этих выступлений сотрудничал с пианистом по имени Патанас, после чего удалился в Альмерию.
Аркас написал пятьдесят два оригинальных произведения и ещё тридцать переложений для инструмента.
Посредством совместной работы с гитарным мастером Антонио де Торресом Хурадо, Аркас оказал большое влияние на развитие конструкции классической гитары, особенно в том, что касается устройства и дизайна деки.

## Творчество
Как уже было упомянуто выше, Аркас написал в общей сложности 52 произведения, из которых (в зависимости от названий, предоставленных самим композитором) 44 являются оригинальными произведениями, а 8 — аранжировками. Большая часть его композиций была написана для одной гитары, некоторые — для дуэта гитар.
Помимо 8 аранжировок, среди его оригиналов мы находим 11 пьес, основанных на произведениях других авторов (в подавляющем большинстве известных Сарсуэлаи оперы).
С другой стороны, ряд работ из каталога Арааса сгруппированы как вдохновленные «испанскими народными темами» либо со ссылкой на фольклорные формы («punto de La Habana», болеро, хота, мунейра, мурсиана, фанданго и др.) или непосредственно связанный с зарождающимся фламенко (солеа, поло, серранас и пр.).
Третья группа, состоящая из мазурки, вальса, полонеза, менуэтов, прелюдии, и вариаций завершает творческий каталог композитора.
Работы Хулиана Аркаса были опубликованы в трёх изданиях, все из которых были опубликованы в Барселоне. Первая из них была сделана в «Ла Аусетана». Следующую он редактирует сам и подписывает её как автор и владелец гравюрами Дж. Будо. Последним и наиболее полным является издание, опубсикованное Сыновьями Андреса Видаля и Роджера между 1891 и 1892 годами, которое является посмертным изданием: после смерти Хулиана его имущество унаследовал его брат Мануэль, и именно вдова последнего передала работы обоих указанному издательству. В этом издании появляются все произведения из предыдущих изданий, иногда с изменённым названием.
В дополнение к произведениям, опубликованным в этих трех изданиях, мы знаем о некоторых неотредактированных произведениях благодаря рукописям, сохранившимся у Франсиско Таррега, и впоследствии отредактированным в издании Сонета (1993).

### Изданные произведения

#### Издательство «La Ausetana»
1. Пьесы для гитары (1860)
  1. Болеро
  2. Вальс, посвящается Д. Мануэлю Химено ("Танец под названием «Мануэлито»)
  3. Американский танец ("Танец под названием «Куба»)
  4. Шотиш («Эль Мадриленьо»)
2. Ронденья для гитары соло (1860)
3. Танцы для гитары (1861)
  1. Полька-фантазия
  2. Полька-мазурка
4. Танцы и этюд игры на гитаре (1861)
  1. Эскена и финал арии из «Лючии де Ламмермур»
  2. Прелюдия к опере «Гильермо Телль»
  3. Мотив зарсуэлы «Почтальон из Риохи»
5. Музыка и прелюдия для гитары (1861)
  1. Фантазия на разные темы
  2. Прелюдия

#### Изданное под псевдонимом Ж. Буддо
1. Пьесы и этюды (1860) 
  1. Мотивы из сарсуэлы «Marina»
  2. Мотивы из оперы «Севильский цирюльник»
  3. Этюды
2. Восторг. Фантазия для гитариста (1860)10
3. Сицилийские песни. Ронденья и болеро для гитары (1860)

#### Издание Андреса Видаля и Роджера (1891—1993)
Первая серия (1891)
1. El delirio, fantasía
2. Traviata, fantasía (песня «Травиата» Джузеппе Верди)
3. Вариации на тему Сора
4. Barbero de Sevilla, motivo (sobre el «Barbero de Sevilla» de Rossini)
5. Marina, tango (sobre «Marina» de Arrieta) y dos estudios.